# Блок 22
Блок 22 је један од новобеоградских блокова на Новом Београду део месне заједнице Ушће.

## Положај и географија
Блок 22 се налази у источном делу општине Нови Београд, а удаљен је 2,6 km од центра Београда.
Блок је правоугаоног облика и оивичен је улицама Булеваром Арсенија Чарнојевића, Милентија Поповића, Булевар Зорана Ђинђића и улицом Антифашистичке борбе. Окружен је другим блоковима односно Блоком 25 са северне стране, Блоком 21 са источне стране, Блоком 23 са западне стране и Блоком 19 са јужне стране.
У његовој непосредној близни налази се Београдска арена, Бранков мост, мост Газела, Савски мост и Центар Сава.

## Стамбени и други објекти
Цело насеље кренуло је да се гради 1969. године, а његова изградња завршена је 1972. године.

Пројекат Блок 22 се градио по идеји архитеката А. Стјепановића, Б.Јанковића и Б. Караџића.
У блоку постоји више различитих типова стамбених зграда, а већина њих су изграђене почетком седамдесетих година 20. века, док постоје и новије зграде на самом крају блока.
Поред стамбених зграда у Блоку 22 налази се и низ других објеката и то :
- Војно-медицински центар Нови Београд
- Хотел Ин
- Вртић Зека
- Конзулат Исланда

И велики број других занатских, трговинских и пословних објеката.

## Зелене површине и спорт
Блок 22 обилује зеленим површинама и дрворедима са своје источне и западне стране, док се у средишњем делу блока налази „Централни парк Блок 22“.
У модерном и новом паркићу у блоку налази се дечије игралиште, кошаркашки и фудбалски терен, као и парк за псе. Окружен је дрворедом и клупама.

## Саобраћај
Обзиром да се у непосредној близини блока налази Бранков мост, мост Газела и Савски мост, Блок 22 је добро повезан са већим делом Београда и до њега се градским превозом које обезбеђује ГСП Београд може стићи аутобусима 
- линија 95 Блок 45 - Борча.[3]
- линија 67 Зелени венац - Блок 70а.[4]
- линија 18 Медаковић - Земун).[5]
- линија 601 Сурчин - Железничка станица Београд–главна.[6]
- линија 74 Бежанијска коса - Миријево.[7]
- линија 17 Коњарник - Земун.[8]
- линија 88 Земун - Железник.[9]
- линија 85 Баново брдо - Борча.[10]
- линија 89 Блок 72 - Видиковац.[11]
- линија 68 Блок 70 - Зелени венац[12]

И Трамвајима
- линија 7 Блок 45 - Устаничка улица, Вождовац,[13]
- линија 9 Блок 45 - Бањица[14]
- линија 11 Блок 45 - Калемегдан, Доњи град[15]
- линија 13 Блок 45 - Баново Брдо .[16]